# Dąbrowa (powiat brzeziński)
Dąbrowa – osada w Polsce położona w województwie łódzkim, w powiecie brzezińskim, w gminie Jeżów.
W latach 1975–1998 miejscowość należała administracyjnie do województwa skierniewickiego.